# Paul Barrère

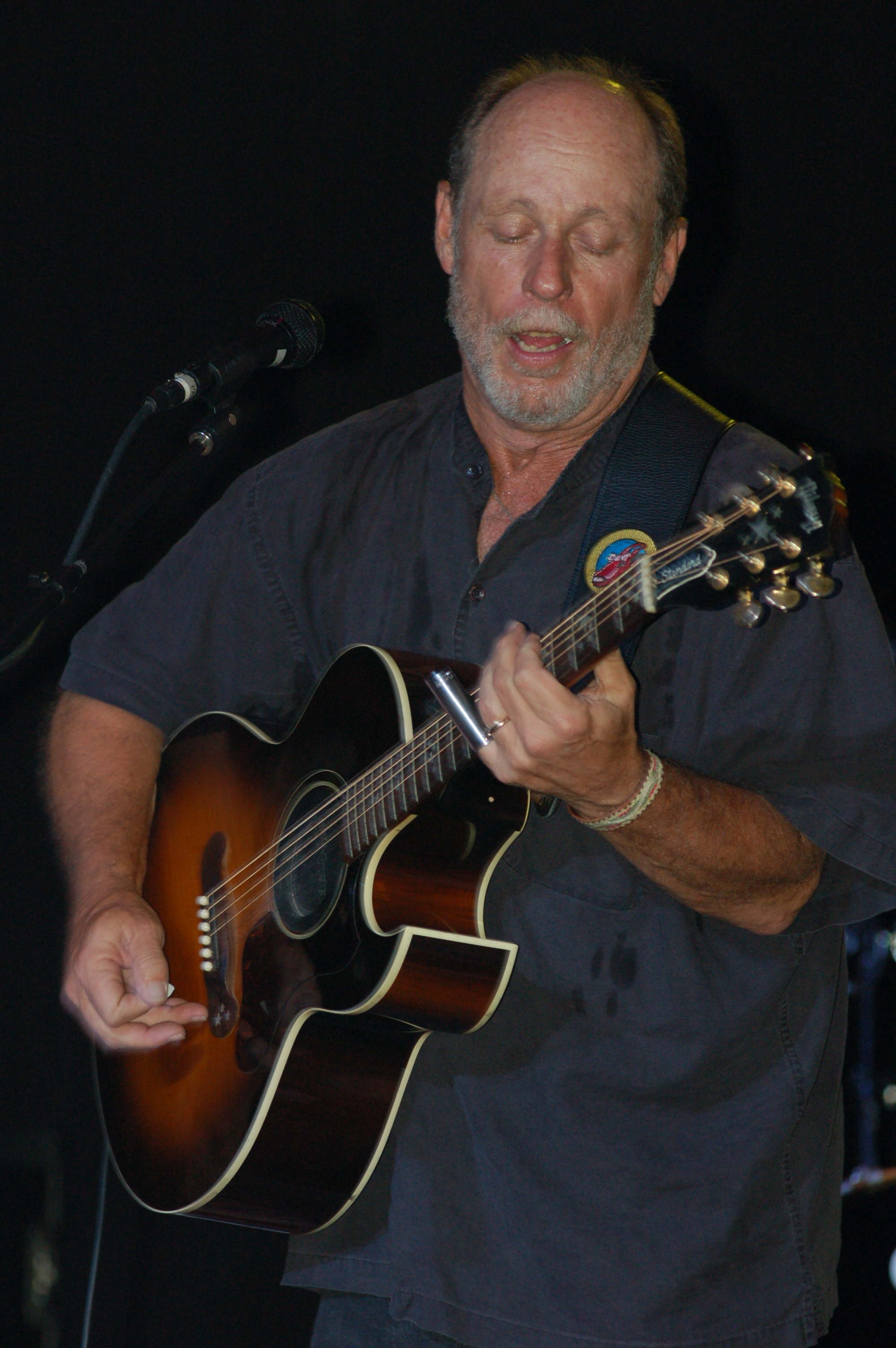
Paul Barrère (2009)

Paul Barrère (* 3. Juli 1948 in Burbank, Kalifornien; † 26. Oktober 2019 in Los Angeles) war ein US-amerikanischer Rockgitarrist und -sänger, der vor allem als Mitglied von Little Feat in den 1970er Jahren durch sein Slide-Gitarren-Spiel Bekanntheit erlangte.

## Leben
Barrère war der Sohn der Hollywood-Schauspieler Paul Bryar (eigentlich  Gabriel Paul Barrere) und Claudia Bryar.
Barrère schloss sich Little Feat 1972 an und debütierte auf dem 1973 erschienenen Album Dixie Chicken, für das er zusammen mit Keyboarder Bill Payne auch den Song Walking All Night geschrieben hatte. Neben seiner Arbeit mit der Band betätigte er sich auch als Session-Musiker, beispielsweise für Bonnie Raitt, Carly Simon und Robert Palmer. Nach der Trennung von Little Feat 1979 begann Barrère mit den Aufnahmen zu seinem Solo-Debütalbum On My Own Two Feet, das 1983 erschien. 1984 folgte Real Lies. 1988 war er bei der Reunion von Little Feat wieder mit von der Partie und veröffentlichte 1995 zusätzlich sein drittes Solo-Werk If the Phone Don’t Ring, das Aufnahmen der beiden Solo-LPs enthält. Zusammen mit Fred Tackett nahm Barrère 2001 das akustische Konzertalbum Live from North Cafe auf. Anfang 2013 veröffentlichte Paul Barrère mit Roger Cole die CD Riding The Nova Train auf dem eigenen „Better Daze“-Label.
Seit 1994 litt Paul Barrère an Hepatitis C. Im Jahr 2015 wurde bei ihm Leberkrebs diagnostiziert, trotzdem machte er weiterhin Musik. Im Oktober 2019 starb er im Alter von 71 Jahren.

## Diskografie

### Soloalben
- 1983: On My Own Two Feet
- 1984: Real Lies
- 1995: If the Phone Don’t Ring

### Mit Bluesbusters
- 1981: This Time
- 1984: Merry Christmas
- 1986: Accept No Substitutes

### Mit Fred Tackett
- 2001: Live from North Cafe
- 2009: Live in the UK 2008